# NGC 1374
NGC 1374 è una galassia ellittica situata nella costellazione della Fornace, a una distanza di circa 58 milioni di anni luce dalla nostra Via Lattea.

## Scoperta

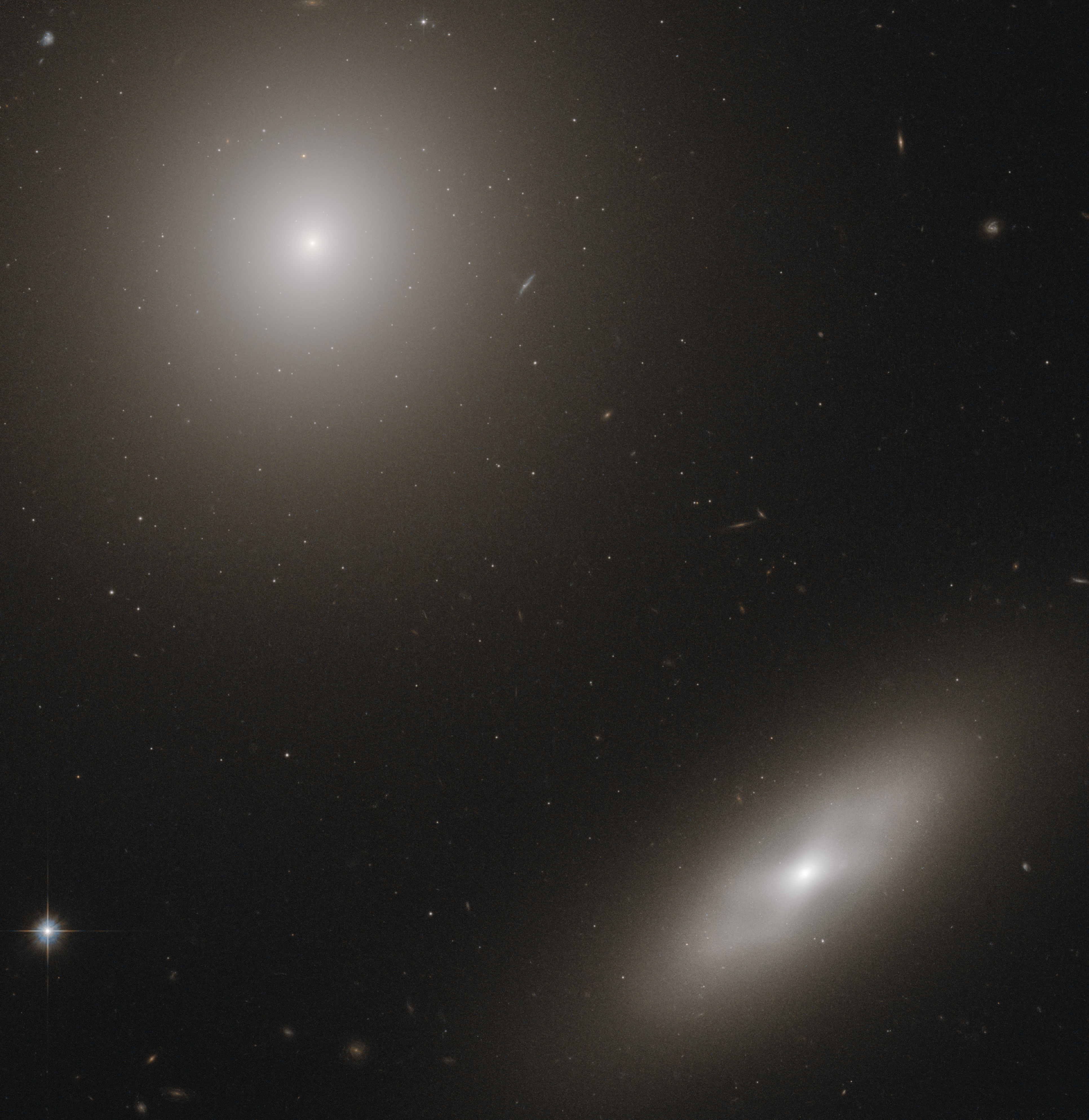
NGC 1374 (in alto a sx) e NGC 1375 (in basso a dx) riprese dal Telescopio spaziale Hubble.

La galassia è stata scoperta il 29 novembre 1837 dall'astronomo britannico John Herschel.

## Descrizione
NGC 1374 è stata utilizzata da Gérard de Vaucouleurs come esempio di galassia del tipo morfologico "E+0" nel suo atlante delle galassie.

## Gruppo di NGC 1399
NGC 1374 fa parte del Gruppo di NGC 1399, a sua volta incluso nel più vasto Ammasso della Fornace, e che comprende almeno 42 galassie, tra cui NGC 1326, NGC 1336, NGC 1339, NGC 1344 (=NGC 1340), NGC 1351, NGC 1366, NGC 1369, NGC 1373, NGC 1379, NGC 1387, NGC 1399, NGC 1406, NGC 1419, NGC 1425, NGC 1427, NGC 1428, NGC 1437 (=NGC 1436), NGC 1460, IC 1913 e IC 1919.
La designazione FCC 147 indica che NGC 1374 viene considerata come membro dell'Ammasso della Fornace nel catalogo di Henry Ferguson.